# یواس‌اس هانتسویل (۱۸۵۷)
یواس‌اس هانتسویل (۱۸۵۷) (به انگلیسی: USS Huntsville (1857)) یک کشتی بود که طول آن ۱۹۶ فوت ۴ اینچ (۵۹٫۸۴ متر) بود. این کشتی در سال ۱۸۵۷ ساخته شد.